# Mont Akaishi
Le mont Akaishi (赤石岳, Akaishi-dake) est une montagne des monts Akaishi situés à la limite des préfectures de Shizuoka et de Nagano au centre de Honshū, l'île principale du Japon.
La montagne est administrativement incluse dans le parc national des Alpes du Sud le 1er juin 1964.